# Mitel Networks
Mitel Networks Corporation ist ein weltweit tätiges, börsennotiertes Unternehmen mit Hauptsitz in Ottawa, Ontario, Kanada. Die Unternehmensschwerpunkte liegen in der IP-Telefonie und bei weiteren Lösungen der Sprach- und Datenkommunikation, darunter der Entwicklung IP-orientierter Kommunikationslösungen. Zu den Hauptkunden zählen derzeit Geschäftskunden und Telekommunikationsanbieter.

## Geschichte
Das Unternehmen Mitel wurde 1973 von Michael Cowpland und Terry Matthews gegründet und das erste Produkt war ein Rasenmäher, doch schon 1975 brachte Mitel die Telefonanlage SX200 auf den Markt. 1976 stieg Mitel durch die Übernahme des bankrotten Unternehmens Siltex in den Halbleitermarkt ein. 1985 kam Mitel selber in Finanzprobleme und British Telecom kauft 51 % der Aktien, die nach ein paar Jahren an Schroder Ventures weiterverkauft wurden. Ende 2013 wurde die Absicht bekundet Aastra Technologies zu übernehmen, was im Januar 2014 dann umgesetzt wurde.

Das Unternehmen Aastra Technologies Limited wurde 1983 gegründet und startete als Entwicklungsberater für die Raumfahrt- und Rüstungsindustrie. 1986 erfolgte die Umwandlung in eine Aktiengesellschaft. 1992 wurden verstärkt Aktivitäten im Telekommunikationsbereich aufgenommen, mit anschließendem Börsengang an der Toronto Stock Exchange (TSX) im Jahre 1996. Um weiter zu expandieren, wurden die Telefonanlagen-Divisionen von europäischen Unternehmen übernommen, so diejenigen der Schweizer Ascom (September 2003), der europäischen EADS (Februar 2005) und der deutschen DeTeWe (2005). Im Mai 2006 verkaufte Aastra seine Videogeschäftseinheit, um sich verstärkt auf die Kernkompetenzen im Kommunikationssektor und den Wachstumsmarkt IP-Telefonie zu fokussieren. Anfang 2007 übernahm das Unternehmen die Matracom Networks AG, Schweiz, um seine Position in Europa zu festigen und seine Aktivitäten im Bereich Grosskunden auszudehnen sowie das Produktportfolio zu erweitern. Anfang 2008 kaufte Aastra Technologies die PBX-Sparte des schwedischen Telekommunikationsunternehmens Ericsson mit 630 Mitarbeitern für 650 Millionen schwedische Kronen (ca. 70 Millionen Euro). 2012 übernahm Aastra den deutschen Fixed-Mobile-Convergence-Anbieter Comdasys AG. Aastra wurde im Februar 2014 von Mitel Networks Corporation übernommen, blieb aber als Marke bis September 2014 auf dem Markt. Seit dem 1. Oktober 2014 firmiert Aastra unter dem Namen und Logo Mitel. 

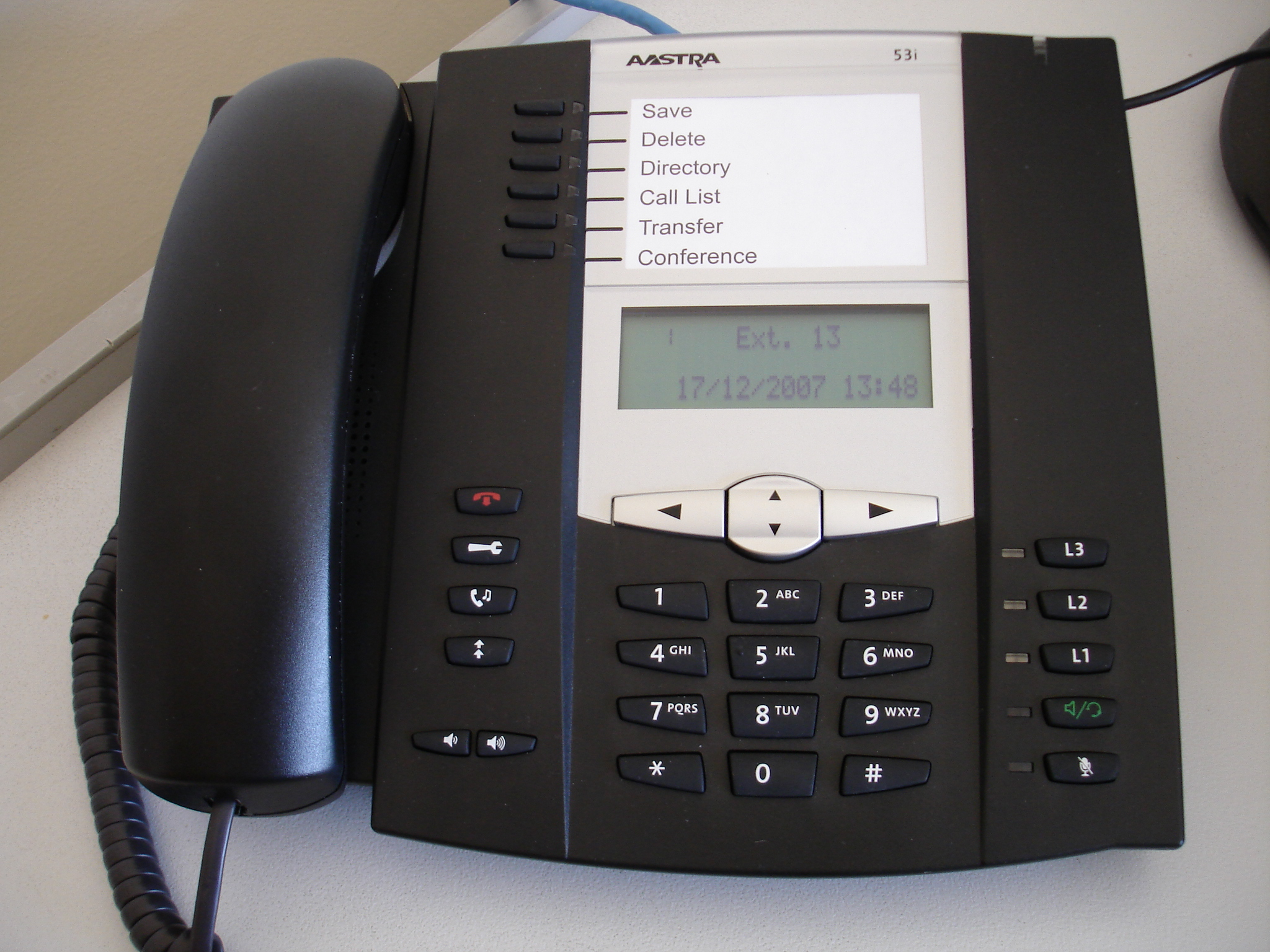
SIP-Telefon von Aastra

Nach der Ankündigung im Januar 2023 die Marke Unify von der französischen Firma Atos SE übernehmen zu wollen, ist die Übernahme von Unify im Oktober 2023 abgeschlossen worden.

## Produkte
- Kommunikationsplattformen
- Applikationen
- Tischtelefone
- Mobile Kommunikationslösungen

## Aktionäre
Im Februar 2014 erwarb Mitel alle ausgegebenen und ausstehenden Stammaktien von Aastra. Gemäß den Bedingungen der Vereinbarung, erhielten die Aktionäre von Aastra US$ 6.52 in bar plus 3,6 Stammaktien von Mitel für jede Aastra-Stammaktie. Der beglichene Gesamtbetrag von Mitel belief sich auf ungefähr US$ 80,0 Millionen und die Anzahl der ausgegebenen Mitel-Aktien betrug 44.162.509. Mitel finanzierte den Kaufpreis der Transaktion aus Barmitteln sowie aus einem Teil des Erlöses aus der neuen Kreditfazilität.

## Niederlassungen
Das Unternehmen hat mehrere Niederlassungen in Nordamerika, Europa, Süd-, Mittelamerika und Asien.